# Arthrocnemum ciliolatum
Arthrocnemum ciliolatum là loài thực vật có hoa thuộc họ Dền. Loài này được Bunge ex Ung.-Sternb. mô tả khoa học đầu tiên năm 1866.